# Pierre Jean Honorat Lainé
Pierre Jean Honorat Lainé, dit Émile Lainé, est un amiral et homme politique français né le 4 décembre 1796 à Bordeaux (Gironde) et mort le 23 décembre 1875 à Saucats (Gironde).

## Biographie
Neveu de Joseph-Henri-Joachim Lainé, il entre à l'école navale en 1812, il est contre-amiral en 1840. Commandant de la Marine à Alger en 1841, puis préfet maritime de Cherbourg en 1842, il commande l'escadre du Brésil de 1843 à 1846. Il est vice-amiral en 1847. Il est député de la Gironde de 1849 à 1851, siégeant à droite.

### Sources
- « Pierre Jean Honorat Lainé », dans Adolphe Robert et Gaston Cougny, Dictionnaire des parlementaires français, Edgar Bourloton, 1889-1891 [détail de l’édition]